# Fernand Khnopff
Fernand Edmond Jean Marie Khnopff (12. září 1858 Grembergen – 12. listopadu 1921 Brusel) byl belgický symbolistní malíř, grafik a sochař.
Pocházel z bohaté měšťanské rodiny s dlouhou právnickou tradicí a právnickými studiemi započal i Fernand. Se studiem umění začal roku 1876, kdy nastoupil kurz na Académie Royale des Beaux-Arts (zde byl jeho kolegou James Ensor), často navštěvoval Paříž, přičemž později tam navštěvoval Julianovu akademii. V roce 1881 poprvé veřejně vystavoval, o dva roky patřil mezi zakládající členy skupiny Les XX, se kterou pravidelně vystavoval. Z 80. let pochází známý dívčí Portrét Jeanne Kéferové (1885, Getty). V roce 1889 navázal kontakt s Velkou Británií, přispíval například do magazínu The Studio o situaci v Belgii. Roku 1898 rozšířil svůj vliv na Rakousko, kdy vystavoval ve Vídni s podporou Vídeňské secese. Od roku 1900 se věnoval zařizování vlastního ateliéru v Bruselu. Později (1903 poprvé) začal tvořit návrhy pro divadlo.
Mezi nejznámější díla patří obraz Sfinga (též Mazlení, či Něžnosti, fr. L'Art ou Des Caresses). Symbolisticky pojaté portréty hrají důležitou roli. Na motiv básně prerafaelity Dante Gabriela Rossettiho namaloval I lock my door upon myself. Často řeší dvě tváře ženy, na jedné straně andělské bytosti a femme fatale na straně druhé (např. triptych l'Isolement, kde zachytil Acrasii a Britomart ze Spencerovy The Faerie Queene, třetí žena se mezi dvěma póly rozhoduje).

## Galerie

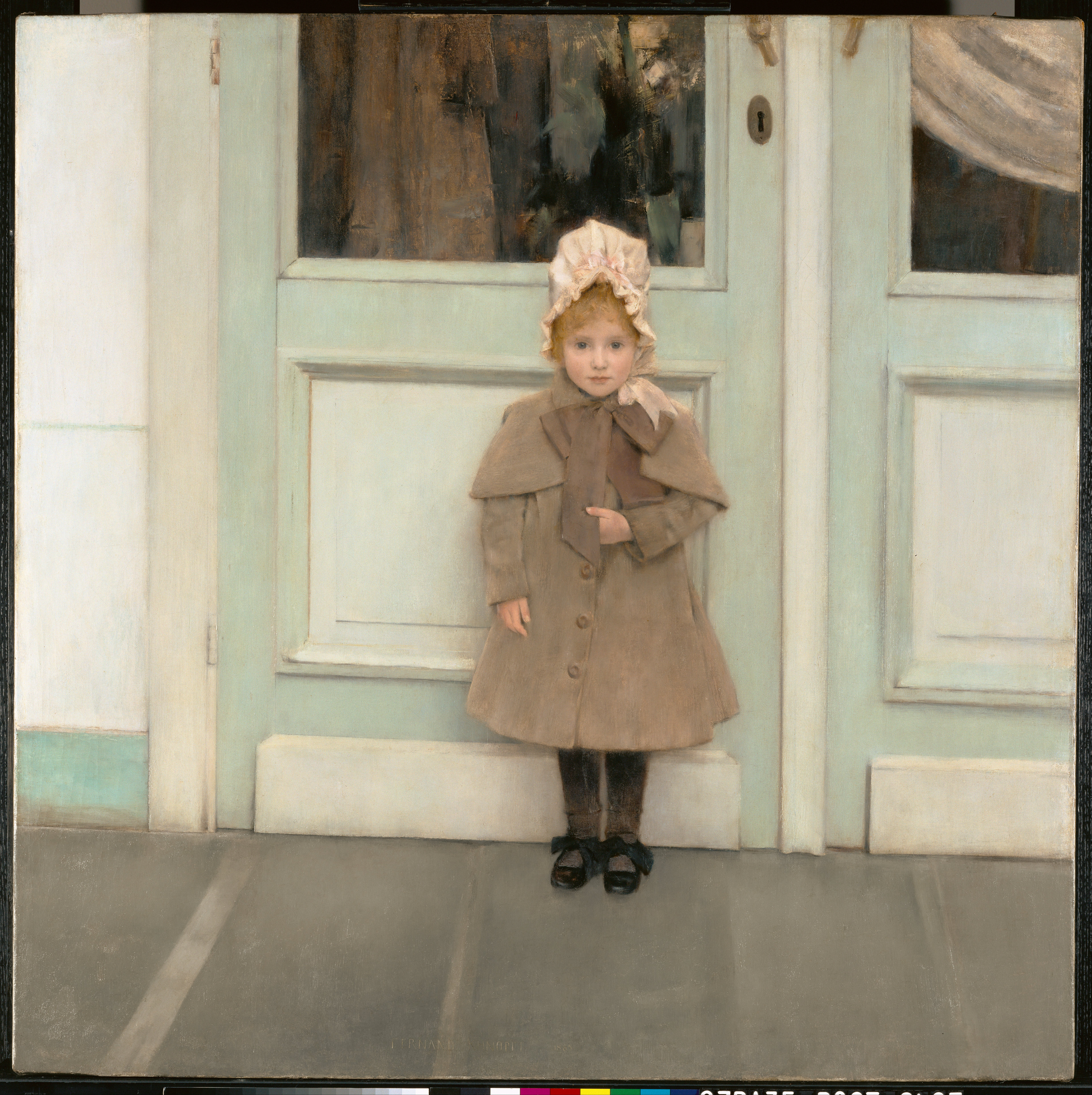
Portrét Jeanne Kéferové, 1885
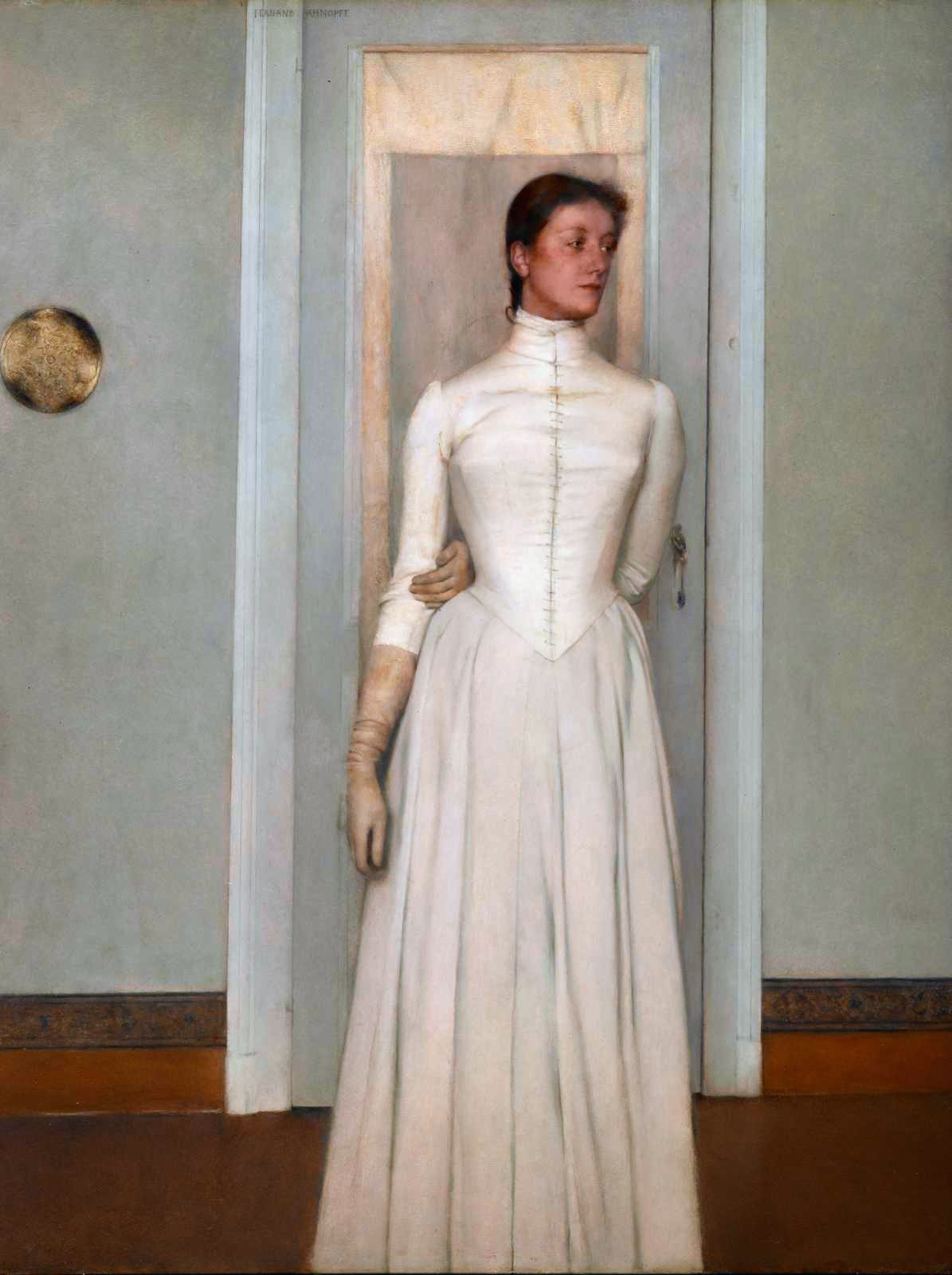
Portrét Marguerite Khnopffové, 1887
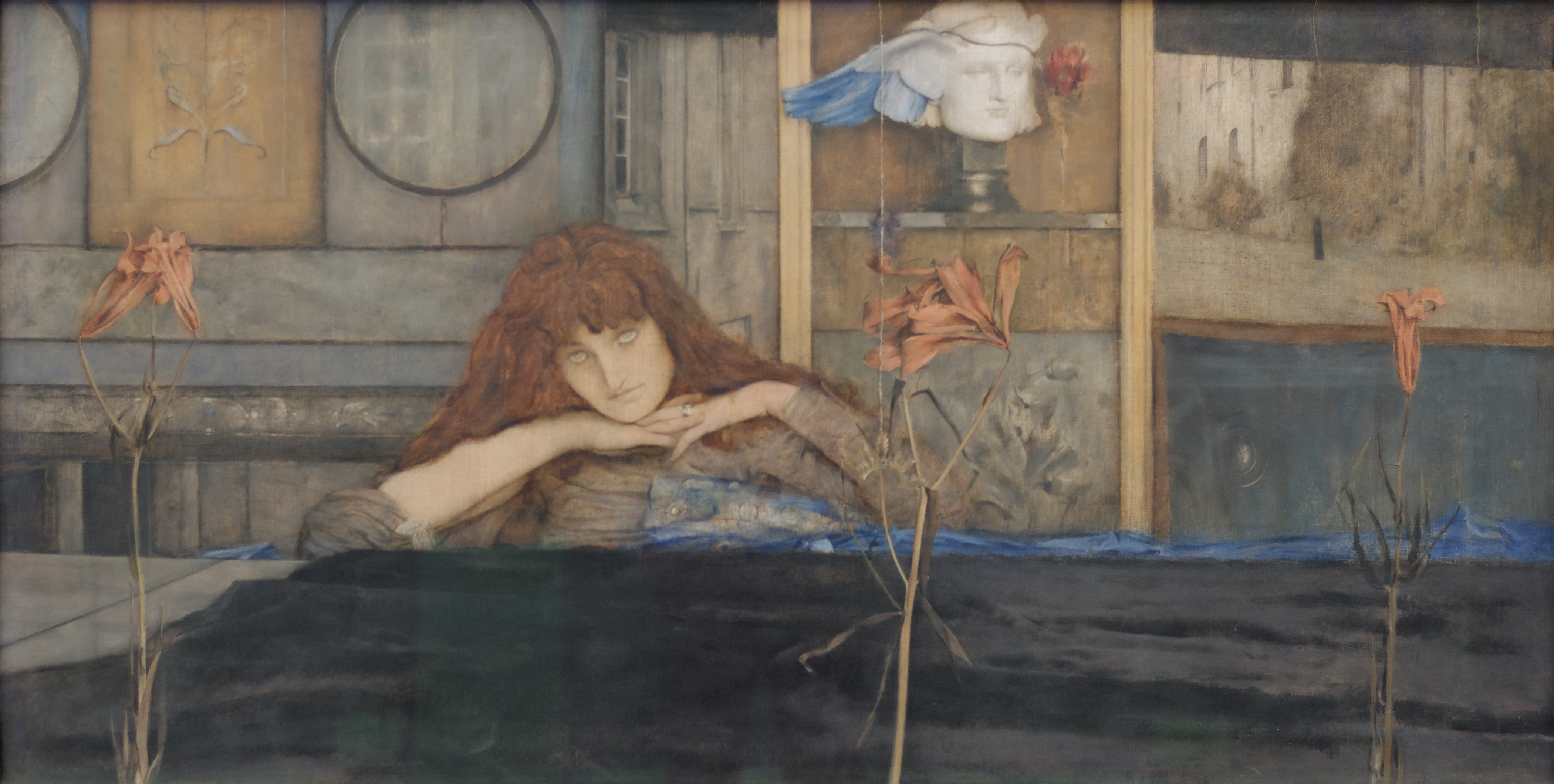
I lock my door upon myself, 1891
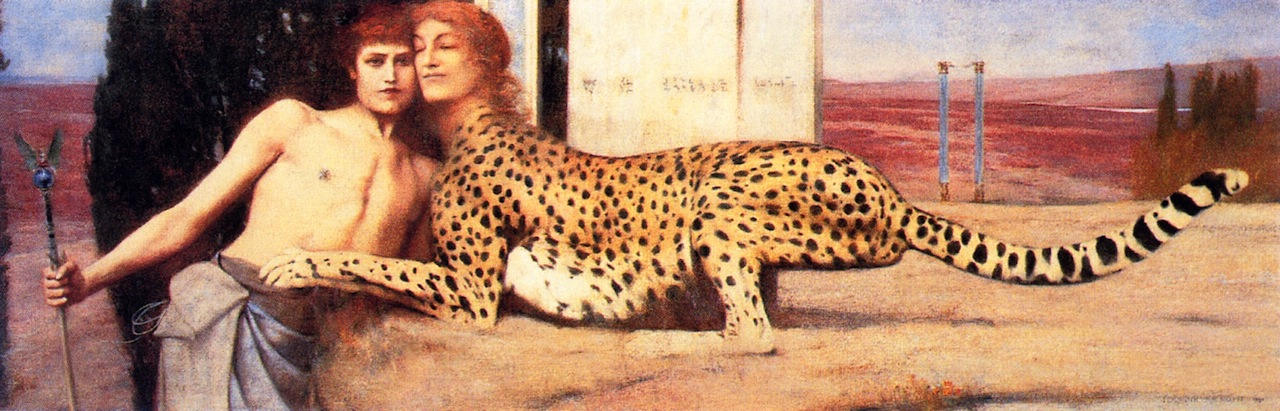
Sfinga, 1896